# Himmel utan stjärnor
Himmel utan stjärnor är en västtysk film från 1955 med manus och regi av Helmut Käutner. Filmen utspelas 1953 i det då uppdelade Tyskland.

## Handling
Anna Kaminski bor i den östtyska staden Thüringen där hon arbetar som sömmerska vid en statlig fabrik. Hennes son har blivit kvar i Bayern på den västtyska sidan. Hon korsar gränsen illegalt vid flera tillfällen för att få träffa honom. Vid ett tillfälle träffar hon den västtyske gränspolismannen Carl Altmann som hjälper henne att smuggla sonen till den östra sidan. De inleder sedan en kärleksrelation, men den enda plats de kan ses på är en övergiven järnvägsstation i ingenmanslandet vid gränsen. Anna bestämmer sig för att fly till västsidan.

## Rollista
- Erik Schumann - Carl Altmann
- Eva Kotthaus - Anna Kaminski
- Georg Thomalla - Willi Becker
- Gustav Knuth - Otto Friese
- Camilla Spira - Elsbeth Friese
- Erich Ponto - Otto Kaminski
- Lucie Höflich - Mathilde Kaminski
- Horst Buchholz - Mischa
- Siegfried Lowitz - Hüske
- Otto Wernicke - Inspektör Hoffmann
- Wolfgang Neuss - Edgar Bröse
- Paul Bildt - Direktör Klütsch
- Joseph Offenbach - Polis
- Pinkas Braun - Engelbrecht